# Epitome Legum
Epitome Legum (altgriechisch Ἐπιτομὴ [τῶν νόμων] ‚Auszug aus den Gesetzen‘) ist ein in verschiedenen Fassungen überliefertes Rechtsbuch aus dem frühen 10. Jahrhundert.
Der ältesten Fassung steht vermutlich die Epitome Laurentiana (Cod. Laur. 80.6) am nächsten, welche in 50 Titel gegliedert ist, der Titelfolge des Procheiros nomos entspricht und auf „das erste Jahr Konstantinos’, des Sohnes Leons“ datiert ist (913/914). „Im ersten Jahr Romanos’“ (921) erfolgte dann eine umfassende, auch die Titelfolge ändernde Überarbeitung. Verfasser beider Fassungen einschließlich des Prooimions dürfte der dort genannte Symbatios gewesen sein. Zweck des Rechtsbuchs war eine Verbesserung bzw. Erweiterung des als Grundlage dienenden Procheiros nomos. Fast ausschließliche Quelle dieser Zusätze war das Corpus iuris civilis. Die handschriftliche Überlieferung der Epitome ist schmal. Karl Eduard Zachariae von Lingenthals Edition liegt für die Titel 1–23 der Cod. Oxon. Bar. 173, für die Titel 24–45 der (eine andere Fassung repräsentierende) Cod. Vat. gr. 2075 zugrunde.